# Corydoras elegans
Espèce
Synonymes
- Corydoras pestai Holly, 1940
- Corydorus elegans Steindachner, 1876

Le Corydoras élégant (Corydoras elegans) est une espèce de poissons-chats d'eau douce de la famille des Callichthyidae originaire d'Amérique du Sud.
En aquarium, il lui faut un pH 6 à 7,5, une température de 22 à 25 °C et un minimum de 80 litres. Il mesure au maximum 5,5 cm.